# Liste der Baudenkmäler in Burkardroth
Auf dieser Seite sind die Baudenkmäler in dem unterfränkischen Markt Burkardroth zusammengestellt. Diese Tabelle ist eine Teilliste der Liste der Baudenkmäler in Bayern. Grundlage ist die Bayerische Denkmalliste, die auf Basis des Bayerischen Denkmalschutzgesetzes vom 1. Oktober 1973 erstmals erstellt wurde und seither durch das Bayerische Landesamt für Denkmalpflege geführt wird. Die folgenden Angaben ersetzen nicht die rechtsverbindliche Auskunft der Denkmalschutzbehörde. Diese Liste gibt den Fortschreibungsstand vom 15. April 2020 wieder und enthält 135 Baudenkmäler.

## Baudenkmäler nach Gemeindeteilen

### Burkardroth
| Lage                                                           | Objekt                                       | Beschreibung | Akten-Nr.               | Bild           |
| -------------------------------------------------------------- | -------------------------------------------- | --- | ----------------------- | -------------- |
| Am Marktplatz 1 (Standort)                                     | Katholische Pfarrkirche St. Petrus in Ketten | Saalbau mit eingezogenem Chor und Turm an der Südseite, Untergeschosse des Turmes, frühgotisch, frühes 14. Jahrhundert, 1613 erhöht, Langhausneubau von Christian Herrmann, Kilian Stauffer und Christoph Hardt und möglicherweise Joseph Greissing 1699–1700; mit Ausstattung                         | D-6-72-117-2 Wikidata   | weitere Bilder |
| Am Marktplatz 1 (Standort)                                     | Bildstock                                    | In der Kirche aufgestellt, Dreiseitentafelaufsatz, jede Seite mit Inschriftenmedaillon und Reliefbildtafel und Rocaillerahmung, Bildtafeln mit Darstellungen der Ölbergszene, Dornenkrönung und Kreuztragung, auf gewundener Säule mit Weinrankenornament über Postament, Sandstein, bezeichnet „1684“ | D-6-72-117-2 Wikidata   | weitere Bilder |
| Am Marktplatz 1 (Standort)                                     | Kirchhofmauer                                | Bruchsteinmauerwerk, wohl 17./18. Jahrhundert, mit Kreuzschlepper im westlichen Verlauf, kreuztragender Christus auf Sargsockel mit Inschrift, Sandstein, bezeichnet „1784“ | D-6-72-117-2 Wikidata   | weitere Bilder |
| Am Marktplatz 13 (Standort)                                    | Gasthaus                                     | Dreigeschossiger, verputzter Massivbau mit Halbwalmdach, an der westlichen Giebelseite Wappenstein, 1626 | D-6-72-117-4 Wikidata   | weitere Bilder |
| Nähe An der Höll (Standort)                                    | Kreuzdachbildstock                           | Kreuzdachhaus mit Bildnische, darin Relief Christus als guter Hirte, Bischofswappen und Inschrift, auf Rundsäule über ornamentiertem Postament, Sandstein, bez. 1672 | D-6-72-117-145          | weitere Bilder |
| Großäcker (Standort)                                           | Wegkapelle                                   | Verputzter Bruchsteinbau mit Satteldach und Eisengitter vor dem Altarraum, mit Pietàfigur, Abguss einer barocken Holzskulptur, bezeichnet „1733“ | D-6-72-117-6 Wikidata   | weitere Bilder |
| Großäcker (Standort)                                           | Wegkreuz                                     | Kruzifix auf Postament mit Inschrift, Sandstein, bezeichnet „1817“ | D-6-72-117-6 Wikidata   | weitere Bilder |
| Großäcker (Standort)                                           | Kreuzdachbildstock                           | Kreuzdachhaus mit Bildnische, darin modernes Relief, Reliefkreuz und Inschrift, auf Rundsäule über ornamentiertem Postament, Sandstein, bezeichnet „1688“ | D-6-72-117-6 Wikidata   | weitere Bilder |
| Häfnergasse; An der Holzmühle (Standort)                       | Wegkreuz                                     | Kruzifix auf Postament mit Inschrift, Sandstein, bezeichnet „1891“ | D-6-72-117-128 Wikidata | weitere Bilder |
| Kirchberg; Nähe Friedenstraße; Untere Marktstraße 1 (Standort) | Kreuzweg                                     | 14 Kreuzwegstationen, jede Station in Form eines Tafelaufsatzes mit Rundbogenabschluss, Abschlusskreuz und Reliefbildtafel, auf sich nach oben verjüngendem Sockel, Sandstein und Kalkstein, von Valentin Weidner, 1875                                                                                | D-6-72-117-140 Wikidata | weitere Bilder |
| Kreuzweglein 8 (Standort)                                      | Kreuzdachbildstock                           | Kreuzdachhaus mit Bildnische, darin St. Georgsrelief, Leierornament, Wappen und Inschrift, auf Rundsäule über ornamentiertem Postament, Sandstein, bezeichnet „1682“ | D-6-72-117-8 Wikidata   | weitere Bilder |
| Nähe Obere Marktstraße (Standort)                              | Marienfigur                                  | Grüner Sandstein, nach 1884 | D-6-72-117-177          | weitere Bilder |
| Obere Marktstraße 5 (Standort)                                 | Heiligenfigur                                | Madonna auf hohem sich verjüngendem Postament mit Inschrift über abgetrepptem Sockel, Sandstein, bezeichnet „1896“ | D-6-72-117-9 Wikidata   | weitere Bilder |
| Obere Marktstraße 14 (Standort)                                | Bildstock                                    | Sandstein, 1757; nicht nachqualifiziert, im Bayerischen Denkmal-Atlas nicht kartiert | D-6-72-117-7 Wikidata   | BW             |
| Untere Marktstraße 8 (Standort)                                | Ehemaliges Schwesternhaus                    | Eckhaus, eingeschossiger Massivbau mit Fachwerkgiebeln und Halbwalmdach und westlichem Anbau mit Mansardgiebeldach, im Heimatstil, 1910 | D-6-72-117-134 Wikidata | weitere Bilder |
| Untere Marktstraße 8 (Standort)                                | Wegkreuz                                     | Kruzifix auf Postament mit Inschrift, im Vorgarten, Sandstein, bezeichnet „1874“ | D-6-72-117-134 Wikidata | weitere Bilder |

### Frauenroth
| Lage                                           | Objekt                                                                               | Beschreibung | Akten-Nr.               | Bild           |
| ---------------------------------------------- | ------------------------------------------------------------------------------------ | --- | ----------------------- | -------------- |
| Am Lederbach 1 (Standort)                      | Bildstock                                                                            | Doppelrelieftafel mit Darstellungen der Heiligen Dreifaltigkeit und einer Kreuzigungsgruppe auf der Rückseite in rocailleverzierten Bildnischen, mit Assistenzfiguren und Putten und Bekrönungsfigur, auf Rundsäule über kleinem Tischsockel mit Inschriftenkartusche, Sandstein, bezeichnet „1766“ | D-6-72-117-21 Wikidata  | weitere Bilder |
| An der Klostermauer (Standort)                 | Wegkreuz                                                                             | Kruzifix auf Postament mit Inschrift, Sandstein, bezeichnet „1776“ | D-6-72-117-16 Wikidata  | weitere Bilder |
| Dallen (Standort)                              | Wegkreuz                                                                             | Kruzifix auf Postament mit Inschrift, Sandstein, bezeichnet „1890“ | D-6-72-117-15           | BW             |
| Hutbuche (Standort)                            | Friedhofskreuz                                                                       | Kruzifix auf gebauchtem Sockel mit Inschriftenkartusche, darauf Baldachinhäuschen mit trauernder Marienfigur, Sandstein, bezeichnet „1826“ | D-6-72-117-20 Wikidata  | weitere Bilder |
| Hutbuche (Standort)                            | Kreuzweg                                                                             | 14 nach oben sich verbreiternde und segmentbogig abschließende Stelen mit Reliefs vor der Friedhofsmauer, 1965 | D-6-72-117-176 Wikidata | weitere Bilder |
| Klosteräcker (Standort)                        | Wegkreuz                                                                             | Kruzifix auf Postament mit Inschrift, darüber Figur der trauernden Muttergottes, Sandstein, bezeichnet „1893“ | D-6-72-117-17 Wikidata  | weitere Bilder |
| Minnesängerstraße 4 (Standort)                 | Ehemalige Zisterzienserinnenklosterkirche, jetzt katholische Pfarrkirche St. Blasius | Heute Saalbau mit kaum eingezogenem Chor, ehemals dreischiffige Pfeilerbasilika, zweite Hälfte 13. Jahrhundert, 1652 Abbruch der Nonnenempore, 1686 Abbruch der Seitenschiffe und des nicht ausspringenden Querschiffs; mit Ausstattung                                                             | D-6-72-117-10 Wikidata  | weitere Bilder |
| Minnesängerstraße 4 (Standort)                 | Keller                                                                               | | D-6-72-117-10 Wikidata  | BW             |
| An der Klostermauer 7 (Standort)               | Reste der ehemaligen Klostermauer                                                    | Bruchsteinmauerwerk, wohl zweite Hälfte 13. Jahrhundert | D-6-72-117-10 Wikidata  | weitere Bilder |
| Minnesängerstraße 8 (Standort)                 | Kreuzdachbildstock                                                                   | Kreuzdachhaus mit Bildnische, darin modernes Marienrelief aus Holz, Reliefs mit Arma Christi, Bischofswappen und Inschrift, auf Rundsäule mit Weinrankenornament, auf ornamentiertem Postament, Sandstein, bezeichnet „1696“                                                                        | D-6-72-117-13 Wikidata  | weitere Bilder |
| Minnesängerstraße 14 (Standort)                | Ehemaliges Schulhaus                                                                 | Zweigeschossiger, verputzter Massivbau mit Walmdach, in Formen des Heimatstiles, 1914 | D-6-72-117-1 Wikidata   | weitere Bilder |
| Minnesängerstraße 14 (Standort)                | Remise                                                                               | Eingeschossiger Fachwerkbau mit Satteldach, wohl gleichzeitig | D-6-72-117-1 Wikidata   | weitere Bilder |
| Minnesängerstraße 25 (Standort)                | Kreuzdachbildstock                                                                   | Kreuzdachhaus mit Bildnische, darin modernes St.-Georg-Relief, Drachentöterrelief, Marterwerkzeuge und Rückseiteninschrift, auf Rundsäule mit Weinrankenornament auf ornamentiertem Postament, Sandstein, bezeichnet „1692“                                                                         | D-6-72-117-11 Wikidata  | weitere Bilder |
| Nähe Minnesängerstraße; Ziegelwiese (Standort) | Wegkreuz                                                                             | Kruzifix auf Zwiebelpostament mit Inschrift, Sandstein, bezeichnet „1867“ und „1888“ | D-6-72-117-12 Wikidata  | weitere Bilder |
| Schiffsgrund ()                                | Bildstock                                                                            | Rundbogiger Tafelaufsatz mit Nische, darin Herz Maria und modernes Relief, auf Vierkantschaft, Sandstein, bezeichnet „1789“ nicht nachqualifiziert, im Bayerischen Denkmal-Atlas nicht kartiert | D-6-72-117-19 Wikidata  |                |
| Staatsstraße 2430 (Standort)                   | Kreuzschlepper                                                                       | Skulptur des kreuztragenden Christus auf stilisiertem Volutenkapitell mit Inschriftenkartusche, auf Vierkantschaft mit Rocaillengirlande, über ornamentiertem Sockel, Sandstein, bezeichnet „1922“                                                                                                  | D-6-72-117-18 Wikidata  | BW             |
| Vollwieslein (Standort)                        | Kreuzdachbildstock                                                                   | Kreuzdachhaus mit Bildnische, darin modernes Pietàbild und Inschrift, auf Rundsäule über ornamentiertem Postament, Sandstein, bezeichnet „1629“ | D-6-72-117-14 Wikidata  | weitere Bilder |

### Gefäll
| Lage                          | Objekt                                          | Beschreibung | Akten-Nr.               | Bild           |
| ----------------------------- | ----------------------------------------------- | --- | ----------------------- | -------------- |
| Ellerweg (Standort)           | Kreuzdachbildstock                              | Kreuzdachhaus mit Bildnische, darin moderne Relieftafel mit St. Wendelin, Wappenrelief und Inschrift, auf Rundsäule über ornamentiertem Postament, Sandstein, bezeichnet „1655“                          | D-6-72-117-135 Wikidata | weitere Bilder |
| Höhe (Standort)               | Wegkreuz                                        | Kruzifix auf Postament mit Inschrift, Sandstein, bezeichnet „1823“ | D-6-72-117-27 Wikidata  | weitere Bilder |
| Höhe (Standort)               | Kreuzdachbildstock                              | Mit Bildnische mit Relief der Darstellung des Heiligen Antonius von Padua, Kleeblattkreuz, Wappen und Inschrift, auf Rundsäule über ornamentiertem Postament, Kreuzdachhaus bezeichnet „1629“ und „1767“ | D-6-72-117-28 Wikidata  | weitere Bilder |
| Köhlerstraße 22 (Standort)    | Kreuzdachbildstock                              | Kreuzdachhaus mit Bildnische, darin Relief des Bruder Konrads, IHS-Monogramm mit Kreuz, Wappen und Golgathakreuz, auf Rundsäule über ornamentiertem Postament, Sandstein, bezeichnet „1678“              | D-6-72-117-29 Wikidata  | weitere Bilder |
| Köhlerstraße 28 (Standort)    | Missionskreuz                                   | Kruzifix auf Postament mit Inschrift, Sandstein, bezeichnet „1818“ | D-6-72-117-23 Wikidata  | weitere Bilder |
| Köhlerstraße 28 (Standort)    | Katholische Filialkirche St. Antonius von Padua | Saalbau mit eingezogenem Chor und südlichem Turm, zweite Hälfte 19. Jahrhundert, mit modernen Seitenschiffanbauten von 1977/78; mit Ausstattung                                                          | D-6-72-117-22 Wikidata  | weitere Bilder |
| Seebachstraße 1 (Standort)    | Heiligenfigur                                   | Skulptur der Maria Immaculata auf Postament mit Inschrift, mit davor kniender Engelsfigur, Sandstein, bezeichnet „1820“                                                                                  | D-6-72-117-24 Wikidata  | weitere Bilder |
| Staatsstraße 2290 (Standort)  | Wegkreuz                                        | Gusseisernes Tischsockelkreuz mit trauernder Maria auf Sandsteinsockel mit Inschrift, bezeichnet „1889“                                                                                                  | D-6-72-117-30 Wikidata  | weitere Bilder |
| Zum Jägerbrunnen 1 (Standort) | Kreuzdachbildstock                              | Kreuzdachhaus mit Bildnische, darin Madonnenrelief, IHS Monogramm, Inschrift und griechisches Kreuz, auf Rundsäule über Postament, Sandstein, bezeichnet „1651“                                          | D-6-72-117-26 Wikidata  | weitere Bilder |

### Katzenbach
| Lage                                                              | Objekt         | Beschreibung | Akten-Nr.               | Bild           |
| ----------------------------------------------------------------- | -------------- | --- | ----------------------- | -------------- |
| Metzenbergstraße 4 (Standort)                                     | Wegkreuz       | Kruzifix auf Postament mit Inschriftenkartusche, darauf vor dem Kreuz stehend Marienfigur, Sandstein, bezeichnet „1894“ | D-6-72-117-31 Wikidata  | weitere Bilder |
| Schläglein ()                                                     | Bildstock      | Tafelaufsatz mit Bildnische, darin modernes Pietàreleif, auf Vierkantschaft mit bogenförmig ausschwingenden Sockelseitenteilen, Sandstein, bezeichnet „1908“ nicht nachqualifiziert, im Bayerischen Denkmal-Atlas nicht kartiert | D-6-72-117-35 Wikidata  |                |
| Singenrain – Katzenbach; Kreisstraße KG 34 (Standort)             | Bildstock      | Ausschwingender Tafelaufsatz mit Reliefdarstellung des Auge Gottes, darunter Inschrift, auf Vierkantschaft über Postament, Sandstein, bezeichnet „1863“                                                                          | D-6-72-117-36 Wikidata  | weitere Bilder |
| Singenrain – Katzenbach; Kreisstraße KG 34; Schläglein (Standort) | Bildstock      | Tafelhaus mit Spitzdach, darin moderne Madonnenbüste, auf hohem Achtkantschaft über Postament mit Inschriftenkartusche, Sandstein, bezeichnet „1893“                                                                             | D-6-72-117-34 Wikidata  | weitere Bilder |
| Streitäcker (Standort)                                            | Bildstock      | Relieftafel mit Rundbogenabschluss und der Darstellung des Erzengels Michael mit Waffenrock, Schwert und Waage, Säulenschaft und Postament erneuert, Sandstein, bezeichnet „1701“                                                | D-6-72-117-33 Wikidata  | weitere Bilder |
| Streitäcker (Standort)                                            | Friedhofskreuz | Kruzifix mit Achtkantschaft auf Postament mit Inschriftenkartusche, Gussstein, bezeichnet „1911“ | D-6-72-117-32 Wikidata  | weitere Bilder |
| Streitäcker; auf der Friedhofsmauer (Standort)                    | Kreuzweg       | 14 Stationen in schlichten barockisierenden Formen mit rundbogigen Darstellungen, Kunststein, 1931 | D-6-72-117-169 Wikidata | weitere Bilder |

### Lauter
| Lage                                         | Objekt                                        | Beschreibung | Akten-Nr.              | Bild           |
| -------------------------------------------- | --------------------------------------------- | --- | ---------------------- | -------------- |
| Madonnastraße 22 (Standort)                  | Katholische Filialkirche Johannes Enthauptung | Historische Kirchenausstattung u. a. Skulptur einer sitzenden Muttergottes, Sandstein, wohl erste Hälfte 13. Jahrhundert, im Kirchenneubau von 1973                                                                                           | D-6-72-117-37 Wikidata | weitere Bilder |
| Nähe Wengertstraße; Wengertstraße (Standort) | Kreuzdachbildstock                            | Kreuzdachhaus mit Bildnische darin modernes Heiliger-Wendelin-Relief, Kreuzrelief und Pflanzenornament, auf Rundsäule über Postament, Sandstein, bezeichnet „1793“                                                                            | D-6-72-117-39 Wikidata | weitere Bilder |
| Neugereuth (Standort)                        | Bildstock                                     | Tafelaufsatz mit Relief des Auge Gottes, auf prismatischem Schaft über Postament, Sandstein, bezeichnet „1846“ | D-6-72-117-41 Wikidata | weitere Bilder |
| Rainbrecherin ()                             | Kreuzdachbildstock                            | Kreuzdachhaus mit Figurennische, darin Kunststeinrelief mit Frankenaposteln, Kreuzblütenrelief und Inschrift, auf Rundsäule über Postament, Sandstein, bezeichnet „1827“; nicht nachqualifiziert, im Bayerischen Denkmal-Atlas nicht kartiert | D-6-72-117-40 Wikidata |                |
| Steinbruch (Standort)                        | Wegkreuz                                      | Kruzifix auf Postament mit Inschriftenkartusche, darauf Skulptur der Schmerzhaften Muttergottes, Sandstein, 18./19. Jahrhundert | D-6-72-117-44 Wikidata | BW             |

### Oehrberg
| Lage                           | Objekt                              | Beschreibung | Akten-Nr.               | Bild           |
| ------------------------------ | ----------------------------------- | --- | ----------------------- | -------------- |
| Nähe Oehrbachstraße (Standort) | Friedhofskreuz                      | Sandsteinkruzifix, um 1860 | D-6-72-117-146 Wikidata | weitere Bilder |
| Oehrbachstraße 30a (Standort)  | Katholische Filialkirche St. Ludwig | Saalbau mit moderner Erweiterung von 1975 im Norden, südlicher Teil im Kern klassizistisch, um 1824; mit Ausstattung | D-6-72-117-45 Wikidata  | weitere Bilder |
| Oehrbachstraße 30 a (Standort) | Kreuzdachbildstock                  | Kreuzdachhaus mit Rundbogennische mit modernem Kelchrelief, St. Georg als Drachentöter, Kreuzigungsrelief mit Marterwerkzeugen und Inschrift, auf Rundsäule mit Weinrankenornament über Postament, Sandstein, bezeichnet „1696“ | D-6-72-117-46 Wikidata  | BW             |
| Schlag (Standort)              | Kreuzdachbildstock                  | Kreuzdachhaus mit Bildnische, darin Christuskopf, Blumenornamente und Inschrift, auf Rundsäule über ornamentiertem Postament, Sandstein, um 1720                                                                                | D-6-72-117-47 Wikidata  | BW             |

### Premich
| Lage                                                       | Objekt                                                | Beschreibung | Akten-Nr.              | Bild           |
| ---------------------------------------------------------- | ----------------------------------------------------- | --- | ---------------------- | -------------- |
| Bergerweg (Standort)                                       | Bildstock                                             | Tafelbildstock mit kielbogigem Dachabschluss mit Kreuzbekrönung und Bildnische, darin Madonnenfigur, auf Vierkantschaft über Postament, Sandstein, bezeichnet „1884“                                                  | D-6-72-117-61 Wikidata | weitere Bilder |
| Große Steinach (Standort)                                  | Wegkreuz                                              | Kruzifix auf Postament mit Inschrift, darauf vor dem Kruzifix stehend Figur der trauernden Muttergottes, Sandstein, bezeichnet „1904“                                                                                 | D-6-72-117-62 Wikidata | weitere Bilder |
| Große Steinach; Schmiedsrödlein (Standort)                 | Kreuzdachbildstock                                    | Kreuzdachhaus mit Bildnische, darin Relief Christus als Weltenherrscher, Bischofswappen, INRI- und IHS-Monogramm, Rückseiteninschrift, auf Rundsäule über ornamentiertem Postament, Sandstein, bezeichnet wohl „1614“ | D-6-72-117-63 Wikidata | weitere Bilder |
| Hohenfirst; Hohenfirsttrieb (Standort)                     | Kreuzdachbildstock                                    | Kreuzdachhaus mit Bildnische, darin modernes Madonnenrelief, IHS- und INRI-Monogramm, Kreuzrelief und Inschrift, auf Rundsäule über Postament auf Mühlsteinsockel, Sandstein, bezeichnet „1668“                       | D-6-72-117-64 Wikidata | weitere Bilder |
| Hohenfirsttrieb (Standort)                                 | Bildstock                                             | Rocailleverzierter Aufsatz mit modernem Madonnenrelief, auf gebauchtem, floral ornamentiertem Vierkantschaft über Postament, um 1660                                                                                  | D-6-72-117-60 Wikidata | weitere Bilder |
| Kirchstraße (Standort)                                     | Wegkreuz                                              | Kruzifix auf Postament mit Inschrift, Sandstein, bezeichnet „1887“ | D-6-72-117-136         | weitere Bilder |
| Kirchstraße 12 (Standort)                                  | Bildstock                                             | Dachhaus mit gewölbtem Dach und Figurennische, darin modernes Madonnenbild, gerahmt von Kerbschnitzzier, auf Vierkantschaft mit Pflanzenranken über Postament, Sandstein, bezeichnet „1874“                           | D-6-72-117-53 Wikidata | weitere Bilder |
| Kirchstraße 35 (Standort)                                  | Katholische Pfarrkirche St. Laurentius                | Saalbau mit eingezogenem Chor und Chorflankenturm, 1686–92; mit Ausstattung | D-6-72-117-51 Wikidata | weitere Bilder |
| Kirchstraße 35 (Standort)                                  | Reste der Kirchhofmauer                               | Hausteinmauerwerk, 17./18. Jahrhundert | D-6-72-117-51 Wikidata | weitere Bilder |
| Kreuzbergweg 1 (Standort)                                  | Wegkreuz                                              | Kruzifix auf Postament mit Inschrift, Sandstein, bezeichnet „1882“ | D-6-72-117-49 Wikidata | weitere Bilder |
| Kreuzbergweg 2 a (Standort)                                | Kreuzdachbildstock                                    | Kreuzdachhaus mit zwei Bildnischen, Wappenrelief und Inschriftenrückseite, auf Rundsäule über ornamentiertem Postament, Sandstein, bezeichnet „1678“                                                                  | D-6-72-117-50 Wikidata | BW             |
| Nähe Kirchstraße (Standort)                                | Kreuzdachbildstock                                    | Kreuzdachhaus mit Bildnische, darin modernes Marienrelief, Wappenrelief, Leierornament und Rückseiteninschrift, auf Rundsäule mit Weinrankenmotiv über ornamentiertem Postament, Sandstein, bezeichnet „1678“         | D-6-72-117-52 Wikidata | weitere Bilder |
| Nähe Kirchstraße; Nähe Ringweg, im Jägerwald, Steinberg () | Bildstock                                             | | D-6-72-117-59 Wikidata |                |
| Ringweg 1 (Standort)                                       | Ehemaliges Wohnstallhaus                              | Zweigeschossiger, verputzter Fachwerkbau mit hohem massivem Sockelhalbgeschoss, ursprünglich eingeschossig, wohl im 19. Jahrhundert aufgestockt, mit Satteldach, im Kern bezeichnet „1701“                            | D-6-72-117-54 Wikidata | weitere Bilder |
| Ringweg 16, 18 (Standort)                                  | Ehemaliges Doppelbauernhaus, ehemaliges Wohnstallhaus | Zweigeschossiger, verputzter Fachwerkbau mit Satteldach, im Kern bezeichnet „1730“ | D-6-72-117-55 Wikidata | weitere Bilder |

### Stangenroth
| Lage                                                     | Objekt                                                                        | Beschreibung | Akten-Nr.               | Bild           |
| -------------------------------------------------------- | ----------------------------------------------------------------------------- | --- | ----------------------- | -------------- |
| Am Seetrieb (Standort)                                   | Flurkreuz                                                                     | Kruzifix auf Postament mit Inschrift, Sandstein, bezeichnet „1829“ | D-6-72-117-87 Wikidata  | BW             |
| Birkenweg; Nähe Kapellenweg (Standort)                   | Wegkreuz                                                                      | Kruzifix auf Postament mit Inschrift, Sandstein, bezeichnet „1839“ | D-6-72-117-81 Wikidata  | weitere Bilder |
| Brunnenstraße (Standort)                                 | Kreuzdachbildstock                                                            | 1933 als Brunnenauslauf umfunktioniert, 1978 Brunnenumgestaltung, Kreuzdachhaus mit leerer Bildnische, Kreuzrelief und Bezeichnung, auf zweitverwendeter Achtkantsäule, Sandstein, bezeichnet „1644“                                           | D-6-72-117-68 Wikidata  | weitere Bilder |
| Hintere Albeshäg (Standort)                              | Kreuzdachbildstock                                                            | Kreuzdachhaus mit Bildnische, darin modernes Relief der Heiligen Notburga, IHS- und INRI-Monogramm, Kreuzrelief und Inschriftenfeld, auf Rundsäule über Postament, Sandstein, bezeichnet „1668“                                                | D-6-72-117-85 Wikidata  | BW             |
| Hintere Albeshäg (Standort)                              | Wegkreuz                                                                      | Kruzifix auf würfelförmigem Postament mit Inschrift, Sandstein, bezeichnet „1876“ | D-6-72-117-84 Wikidata  | BW             |
| Höhenstraße 19 (Standort)                                | Ehemaliges Doppelbauernhaus, ehemals in zwei Parteien geteiltes Wohnstallhaus | Eingeschossiges Satteldachhaus mit hohem Sandsteinquadersockel und Zierfachwerk, 18. Jahrhundert | D-6-72-117-70 Wikidata  | weitere Bilder |
| Kapellenweg 9; Eichenacker; Langenwiesentrift (Standort) | Kreuzweg                                                                      | Dreizehn Kreuzwegstationen, jede Station in Form einer spitzbogigen Relieftafel mit Bildnische, auf schmalem Rechtecksockel mit Inschrift, Sandstein, von Gebhard Keßler, 1958                                                                 | D-6-72-117-144 Wikidata | weitere Bilder |
| Kreuzbergstraße 23 (Standort)                            | Ehemaliges Wohnstallhaus                                                      | Eingeschossiger, giebelständiger Fachwerkbau mit Satteldach, 18. Jahrhundert | D-6-72-117-75 Wikidata  | weitere Bilder |
| Kreuzbergstraße 41 (Standort)                            | Kreuzdachbildstock                                                            | Kreuzdachhaus mit Relief einer Kreuzigungsgruppe, Bischofswappen, Golgathakreuz und Inschrift, auf Rundsäule über Postament, Sandstein, bezeichnet „1635“                                                                                      | D-6-72-117-77 Wikidata  | weitere Bilder |
| Langenwiesentrift (Standort)                             | Kreuzdachbildstock                                                            | Aufsatz mit Reliefdarstellungen von Bischofswappen, Gekreuzigtem, Stiftungsinschrift sowie Figurennische mit modernem Holzmadonnenrelief, auf Rundsäule mit Weinrankenzier, über ornamentiertem Postament, Sandstein, bezeichnet „1692“ (1697) | D-6-72-117-82 Wikidata  | weitere Bilder |
| Langer Höllweg (Standort)                                | Kreuzdachbildstock                                                            | Kreuzdachhaus mit bogenförmiger Bildnische, darin modernes Christusbild, Leierornament, Lilienornament und Rückseiteninschrift, auf Rundsäule über ornamentiertem Postament, Sandstein, bezeichnet „1700“                                      | D-6-72-117-83 Wikidata  | BW             |
| Munzenweg; Premicher Weg zum Steinerberg (Standort)      | Kreuzdachbildstock                                                            | Kreuzdachhaus mit Bildnische, darin Muttergottesbild, Leierornament mit Blumen, Wappen und Rückseiteninschrift, auf Rundsäule über ornamentiertem Postament, Sandstein, bezeichnet „1679“                                                      | D-6-72-117-86 Wikidata  | BW             |
| Nähe Forststraße (Standort)                              | Wegkreuz                                                                      | Kruzifix mit Kleeblattenden auf gebauchtem Postament mit Inschriftenkartusche, Sandstein, bezeichnet „1792“ | D-6-72-117-73 Wikidata  | weitere Bilder |
| Nähe Forststraße (Standort)                              | Kreuzdachbildstock                                                            | Kreuzdachhaus mit Bildnische, darin modernes Madonnenrelief, Kreuzrelief mit Wappen und Inschrift, auf Rundsäule auf hohem Postament, Sandstein, um 1600                                                                                       | D-6-72-117-73 Wikidata  | weitere Bilder |
| Nähe Forststraße (Standort)                              | Kreuzdachbildstock                                                            | Kreuzdachhaus mit Bildnische, darin modernes St.-Josef-Relief, Golgothahügel, stilisierte Blume und Inschrift, auf Rundsäule über ornamentiertem Postament, Sandstein, bezeichnet „1664“                                                       | D-6-72-117-73 Wikidata  | weitere Bilder |
| Nähe Friedhofstraße (Standort)                           | Pietà                                                                         | Skulptur auf hohem Postament mit Inschrift, Sandstein, bezeichnet „1857“ | D-6-72-117-69 Wikidata  | weitere Bilder |
| Poststraße (Standort)                                    | Kreuzdachbildstock                                                            | Kreuzdachhaus mit Bildnische, darin modernes Franziskusrelief, Christus als Auferstandener, Kruzifix mit Arma Christi und Inschrift, auf Rundsäule über ornamentiertem Postament, Sandstein, bezeichnet „1690“                                 | D-6-72-117-78 Wikidata  | weitere Bilder |
| Poststraße (Standort)                                    | Wegkreuz                                                                      | Kruzifix auf Postament mit Inschrift, Sandstein, bezeichnet „1822“ | D-6-72-117-78 Wikidata  | weitere Bilder |
| Poststraße 1 (Standort)                                  | Wegkreuz                                                                      | Kruzifix auf Postament mit Inschrift, Corpus aus Muschelkalk, 1969 erneuert, Sandstein, bezeichnet „1850“ | D-6-72-117-74 Wikidata  | weitere Bilder |
| Rhönhallenstraße 9 (Standort)                            | Hausfigur                                                                     | 18./19. Jahrhundert | D-6-72-117-72           | BW             |
| Rhönhallenstraße 10 (Standort)                           | Ehemaliges Pfarrhaus                                                          | Halbwalmdachbau, zweigeschossiger Fachwerkbau mit massiver Sockelzone aus Sandsteinquadern, Fachwerk verputzt und verschindelt, 1792 | D-6-72-117-76 Wikidata  | weitere Bilder |
| Nähe Rhönhallenstraße (Standort)                         | Scheune                                                                       | Eingeschossiger Fachwerkbau mit Satteldach, wohl 18./19. Jahrhundert | D-6-72-117-76 Wikidata  | weitere Bilder |
| Brunnenstraße 1, Nähe Rhönhallenstraße (Standort)        | Einfriedung                                                                   | Hausteinmauerwerk mit Gartenpforte, wohl gleichzeitig zu Hauptgebäude | D-6-72-117-76 Wikidata  | weitere Bilder |
| Rhönhallenstraße 33 (Standort)                           | Ehemaliges Wohnstallhaus                                                      | Eingeschossiger, giebelständiger Fachwerkbau mit Satteldach, 18. Jahrhundert | D-6-72-117-80 Wikidata  | weitere Bilder |
| Rhönhallenstraße 33 (Standort)                           | Hausmadonna                                                                   | 18. Jahrhundert | D-6-72-117-80 Wikidata  | weitere Bilder |
| Schulplatz 1 (Standort)                                  | Katholische Pfarrkirche St. Sebastian                                         | Saalbau mit eingezogenem Chor, Langhaus, 1747, mit nordöstlichem Turmanbau, 1899 und querhausartige Erweiterung 1910; mit Ausstattung | D-6-72-117-66 Wikidata  | weitere Bilder |
| Schulplatz 1 (Standort)                                  | Kreuzdachbildstock                                                            | Kreuzdachbildstock, Kreuzdachhaus mit Bildnische, darin modernes Pietàrelief, Leierornament, Bischofswappen und Inschrift, auf Rundsäule über ornamentiertem Postament mit Mühlsteinsockel, Sandstein, bezeichnet „1682“                       | D-6-72-117-67 Wikidata  | weitere Bilder |

### Steinberg
| Lage                          | Objekt      | Beschreibung | Akten-Nr.              | Bild           |
| ----------------------------- | ----------- | --- | ---------------------- | -------------- |
| Jägerstraße (Standort)        | Wegkreuz    | Kruzifix auf Postament mit Inschrift, Sandstein, bezeichnet „1879“ | D-6-72-117-48 Wikidata | weitere Bilder |
| Steinbergstraße 31 (Standort) | Hausmadonna | Holz, 18. Jahrhundert | D-6-72-117-89          | weitere Bilder |
| Nähe Waldstraße (Standort)    | Wegkreuz    | Sogenanntes Fünfwundenkreuz, Kruzifix mit Baumkreuzimitation auf prismatischem Sockel, Sandstein, bezeichnet „1875“ | D-6-72-117-58 Wikidata | weitere Bilder |
| Wollbacher Straße (Standort)  | Bildstock   | Relieftafel mit Kleblattabschluss und beidseitiger Rollwerksimmitation, mit Bildnische, darin modernes Madonnenrelief, auf Vierkantschaft mit gerahmten Zierfeldern über Postament, monolithisch, Sandstein, bezeichnet „1826“ | D-6-72-117-88 Wikidata | weitere Bilder |

### Stralsbach
| Lage                                             | Objekt                                                 | Beschreibung | Akten-Nr.               | Bild           |
| ------------------------------------------------ | ------------------------------------------------------ | --- | ----------------------- | -------------- |
| Bärenhecke (Standort)                            | Wegkreuz                                               | Sogenanntes Rotes Kreuz, Kruzifix auf Postament mit Inschrift, roter Sandstein, um 1829                                                                                              | D-6-72-117-137 Wikidata | BW             |
| Heiligen Zehent (Standort)                       | Kreuzdachbildstock                                     | Kreuzdachhaus mit Rundbogennische, Inschriften und stilisierter Blumenornamentik, auf Rundsäule über Postament, Sandstein, 1666                                                      | D-6-72-117-106 Wikidata | BW             |
| Jakobsacker (Standort)                           | Friedhofskreuz                                         | Kruzifix auf würfelartigem Postament mit Inschrift und Wappenkartusche, Sandstein, bezeichnet „1730“ und 1804                                                                        | D-6-72-117-99 Wikidata  | weitere Bilder |
| Knöllbachsweg; Neue Äcker (Standort)             | Wegkreuz                                               | Kruzifix auf Postament mit Inschriftenkartusche und Rocailleschmuck, Sandstein, bezeichnet „1754“                                                                                    | D-6-72-117-107 Wikidata | BW             |
| Nähe Von-Henneberg-Straße (Standort)             | Kreuzdachbildstock                                     | Kreuzdachhaus mit Bildnische, darin Kreuzabnahme, Werkzeugdarstellungen und Inschrift, auf zweigeteiltem Rund- bzw. Achtkantschaft, über Postament, Sandstein, bezeichnet „1840“     | D-6-72-117-103 Wikidata | weitere Bilder |
| Nähe Von-Henneberg-Straße (Standort)             | Pietà                                                  | Skulptur in moderner Kapelle von 1964, Holz, 17./18. Jahrhundert | D-6-72-117-92 Wikidata  | weitere Bilder |
| Nähe Von-Henneberg-Straße (Standort)             | Heiligenhäuschen                                       | Massivbau aus Hausteinmauerwerk mit Satteldach, an den heutigen Ort 1987 transloziert, bezeichnet „1826“ und 1947 erneuert                                                           | D-6-72-117-102 Wikidata | weitere Bilder |
| Nähe Von-Henneberg-Straße (Standort)             | Ehemalige Pforte mit Resten der ehemaligen Einfriedung | Sandsteinquaderbau, Pforte mit zwei bekrönenden Kugeln, um 1800 | D-6-72-117-94 Wikidata  | weitere Bilder |
| Nähe Zur Bergkirche (Standort)                   | Katholische Pfarrkirche St. Oswald                     | Saalbau mit eingezogenem Chor und östlichem Chorturm, von 1801, nach Westen 1974 erweitert; mit Ausstattung                                                                          | D-6-72-117-90 Wikidata  | weitere Bilder |
| Nähe Zur Bergkirche, Zur Bergkirche 8 (Standort) | Kirchhofmauer                                          | Hausteinmauerwerk, wohl gleichzeitig | D-6-72-117-90 Wikidata  | weitere Bilder |
| Nähe Zur Bergkirche (Standort)                   | Bildstock                                              | Relieftafel mit Bildnische, darin Brustbild einer Madonna, Sockelschaftsäule zweitverwendet, roter Sandstein, bezeichnet „1710“                                                      | D-6-72-117-90 Wikidata  | weitere Bilder |
| Rotheräcker (Standort)                           | Wegkreuz                                               | Kruzifix auf Postament mit Inschrift, Sandstein, bezeichnet „1902“ | D-6-72-117-104 Wikidata | weitere Bilder |
| Bei der Staatsstraße 2430 (Standort)             | Bildstock                                              | Aufsatz mit seitlichen Voluten und modernem Madonnenrelief in Flachnische, auf gebauchtem, ornamentiertem Vierkantschaft über Postament, Sandstein, 17. Jahrhundert                  | D-6-72-117-100 Wikidata | BW             |
| Von-Henneberg-Straße (Standort)                  | Kreuzdachbildstock                                     | Kreuzdachhaus mit Kreuzrelief, Büttnerzunftzeichen Inschrift und Bildnische mit modernem Madonnenbild, auf Rundsäule über Postament mit Mühlradsockel, Sandstein, bezeichnet „1663“  | D-6-72-117-97 Wikidata  | weitere Bilder |
| Von-Henneberg-Straße 15 (Standort)               | Heiligenhäuschen                                       | Baldachinhäuschen mit Säulen und Segmentbogendach, Heiliger Markus mit Löwe als Bekrönungsfigur, darin Relief mit Darstellung der Heiligen Dreifaltigkeit, um 1825                   | D-6-72-117-91 Wikidata  | weitere Bilder |
| Von-Henneberg-Straße 22 (Standort)               | Hausfigur                                              | Skulptur des Auferstandenen, Holz, 18. Jahrhundert | D-6-72-117-93 Wikidata  | BW             |
| Von-Henneberg-Straße 30 (Standort)               | Hausmadonna                                            | Skulptur der Maria Immaculata, Holz, 18. Jahrhundert | D-6-72-117-95 Wikidata  | weitere Bilder |
| Von-Henneberg-Straße 33 (Standort)               | Prozessionsaltar                                       | Baldachinaltärchen mit Kreuzbogendach auf Sockelblock mit Inschrift, Bekrönungsfigur St. Johannes mit Adler, darin Reliefplatte mit Kreuzigungsgruppe, Kunststein, bezeichnet „1827“ | D-6-72-117-96 Wikidata  | weitere Bilder |
| Von-Henneberg-Straße 45 (Standort)               | Wegkreuz                                               | Kruzifix auf Postament mit Inschriftenmarmortafel, mit darauf stehende Marienfigur, Sandstein, bezeichnet „1906“                                                                     | D-6-72-117-98 Wikidata  | weitere Bilder |
| Zur Bergkirche (Standort)                        | Wegkreuz                                               | Kruzifix auf Postament mit Inschrift, Sandstein, bezeichnet „1766“, Einfriedung Schmiedeeisen, wohl 19. Jahrhundert                                                                  | D-6-72-117-101 Wikidata | weitere Bilder |

### Waldfenster
| Lage                                        | Objekt                                                  | Beschreibung | Akten-Nr.               | Bild           |
| ------------------------------------------- | ------------------------------------------------------- | --- | ----------------------- | -------------- |
| Bei der B 286 (Standort)                    | Bildstock                                               | Bildhäuschen mit Bogendach und Bildnische, darin modernes Madonnenrelief, auf Vierkantschaft, Sandstein, bezeichnet „1894“                                                                                                 | D-6-72-117-117 Wikidata | weitere Bilder |
| B 286; Zum Hochbehälter (Standort)          | Bildstock                                               | Tafelaufsatz mit Bogensegmentabschluss, mit der Darstellung eines Verunglückten samt Zugochsen und Kastenwagen, darüber Pietà in Aureole, auf gebauchtem Vierkantschaft über Postament, roter Sandstein, bezeichnet „1850“ | D-6-72-117-119 Wikidata | weitere Bilder |
| Im Schulzengrund 1 (Standort)               | Bildstock                                               | Tafelaufsatz mit rundbogiger Ädikula über Voluten mit Cherub und einer Kreuzigungsgruppe als Relief, auf ionischer Säule, Sandstein, bezeichnet „1714“                                                                     | D-6-72-117-143 Wikidata | weitere Bilder |
| Im Schulzengrund (Standort)                 | Kreuzweg                                                | 6 Stationen erhalten, Sockel mit Inschrift, Aufsatz mit seitlichen Voluten und Dreiecksgiebel, Stichbogige Nischen mit Reliefs in weißem Kunststein, um 1900                                                               | D-6-72-117-178          | weitere Bilder |
| Im Schulzengrund (Standort)                 | Pietà                                                   | Hölzerne gefasste Figurengruppe, 18. Jh.; in der Wendelinuskapelle von 1965 | D-6-72-117-179          | weitere Bilder |
| Kohlberg ()                                 | Bildstock                                               | Sandstein, 1825; nicht nachqualifiziert, im Bayerischen Denkmal-Atlas nicht kartiert | D-6-72-117-115 Wikidata |                |
| Langer Trieb (Standort)                     | Kreuzdachbildstock                                      | Kreuzdachhaus mit Bildnische, Wappen und Rückseiteninschrift, auf Rundsäule mit Weinrankenornament über ornamentiertem Postament, Sandstein, bezeichnet „1723“                                                             | D-6-72-117-112 Wikidata | BW             |
| Lauterweg ()                                | Bildstock                                               | Sandstein, 1893; nicht nachqualifiziert, im Bayerischen Denkmal-Atlas nicht kartiert | D-6-72-117-114 Wikidata |                |
| Nähe Katzenbacher Weg (Standort)            | Kreuzdachbildstock                                      | Kreuzdachhaus mit Bildnische, darin Madonnenrelief, Bischofswappen und Rückseiteninschrift, auf Rundsäule mit Weinrankenornament über ornamentiertem Postament, Sandstein, bezeichnet „1725“                               | D-6-72-117-113 Wikidata | BW             |
| Nähe Schlingenstraße (Standort)             | Friedhofskreuz                                          | Kruzifix auf Postament mit Inschrift, Corpus aus Kunststein, Schaftkreuz Sandstein, bezeichnet „1881“ | D-6-72-117-109 Wikidata | weitere Bilder |
| Ober dem Schlägerweg (Standort)             | Kreuzdachbildstock                                      | Kreuzdachhaus mit leerer Bildnische, Wappen, INRI- und IHS-Monogramm, Rückseiteninschrift, auf Rundsäule über ornamentiertem Postament, Sandstein, bezeichnet „1682“                                                       | D-6-72-117-120 Wikidata | BW             |
| Weidenhecke (Standort)                      | Bildstock                                               | Vierseitiger, rundbogiger Aufsatz mit Reliefdarstellungen von Kreuz und Monstranz, auf Rundsäule über Postament, Sandstein, bezeichnet „1765“                                                                              | D-6-72-117-116 Wikidata | BW             |
| Zum Lärcheneck 2 (Standort)                 | Katholische Pfarrkirche Maria Himmelfahrt               | Saalbau mit eingezogenem Chor und Chorturm, Turm und Westfront 1741, Langhaus 1804, an der Nordseite Durchbruch zum Kirchenerweiterungsbau der 1960er Jahre; mit Ausstattung                                               | D-6-72-117-108 Wikidata | weitere Bilder |
| Zum Lärcheneck 2, vor der Kirche (Standort) | Kriegerdenkmal für die Gefallenen des Ersten Weltkriegs | Von Eisernem Kreuz bekrönte, pyramidale Stele über Inschriftensockel, Reliefs mit Nike und gefallenem Soldaten sowie Stahlhelm, Schwert und Eichenlaub, um 1920                                                            | D-6-72-117-181          | weitere Bilder |
| Zum Lärcheneck 4 (Standort)                 | Ehemaliges Pfarrhaus                                    | Zweigeschossiger Massivbau mit hoher Sockelzone und Freitreppe auf der Südseite, mit Walmdach, 1782 | D-6-72-117-110 Wikidata | weitere Bilder |
| Zum Lärcheneck 4 (Standort)                 | Reste der Einfriedung                                   | Sandsteinpfeiler, wohl gleichzeitig | D-6-72-117-110 Wikidata | BW             |
| Zum Lärcheneck 7 (Standort)                 | Bildstock                                               | Tafelhaus mit Bogendach, Kreuzabschluss und Bildnische, darin Darstellung der Heiligen Familie, auf abgefastem Vierkantschaft über Postament, Sandstein und Kalkstein, bezeichnet „1885“                                   | D-6-72-117-111 Wikidata | weitere Bilder |

### Wollbach
| Lage                             | Objekt                     | Beschreibung | Akten-Nr.               | Bild           |
| -------------------------------- | -------------------------- | --- | ----------------------- | -------------- |
| Kohlbergstraße 13 (Standort)     | Bildstock                  | Tafelaufsatz mit Figurennische mit modernem Bildeinsatz mit der Darstellung des Bruder Konrads von 1954, auf Schaft mit Halbrundsäule auf Postament, monolithisch, Sandstein, bezeichnet „1786“                      | D-6-72-117-121 Wikidata | BW             |
| Mühlberg (Standort)              | Wegkreuz                   | Kruzifix auf Postament mit Inschrift, Sandstein, bezeichnet „1870“ | D-6-72-117-126 Wikidata | weitere Bilder |
| Nähe Premicher Straße (Standort) | Kapelle                    | Sogenannte Siebenschmerzenkapelle, verputzter Massivbau aus Bruchsteinmauerwerk, mit polygonalem Chorschluss und Pyramidendach, bezeichnet „1896“                                                                    | D-6-72-117-127 Wikidata | weitere Bilder |
| Nähe Premicher Straße (Standort) | Sieben Schmerzensstationen | Halboffene Weihekapellen mit Rundbogennischen mit Kreuzaufsatz auf Unterbau mit Inschriftenkartusche, darin Flachreliefs mit sieben Darstellungen der Schmerzen Marias, Sandstein, bezeichnet „1890“                 | D-6-72-117-127 Wikidata | weitere Bilder |
| Nähe Premicher Straße (Standort) | Kreuzigungsgruppe          | Kruzifix auf Postament mit Inschriftenkartusche flankiert von Maria und Johannes auf Postamenten, Sandstein, bezeichnet „1763“                                                                                       | D-6-72-117-127 Wikidata | weitere Bilder |
| Nähe Premicher Straße (Standort) | Kreuzdachbildstock         | Kreuzdachhaus mit Kleeblattkreuzrelief und Inschrift, auf Rundsäule über Mühlradfundament, Sandstein, bezeichnet „1610“                                                                                              | D-6-72-117-127 Wikidata | weitere Bilder |
| Nähe Premicher Straße (Standort) | Wegkreuz                   | Kruzifix auf Postament mit Inschriftenkartusche, Sandstein, bezeichnet „1886“ | D-6-72-117-125 Wikidata | weitere Bilder |
| Nähe Rhönstraße (Standort)       | Kapelle                    | Sogenanntes Wollbacher Glöckle, eingeschossiger, verputzter Massivbau mit Satteldach und Glockendachreiter, errichtet anstelle eines Holz-Lehmbaus von 1817, 1952                                                    | D-6-72-117-122 Wikidata | weitere Bilder |
| Nähe Rhönstraße (Standort)       | Kreuzdachbildstock         | Kreuzdachhaus mit Bildnische, darin modernes Holzrelief mit Heiligem Wendelin von 1955, Wappen, Kreuz und Inschrift, auf Rundsäule über Sockel mit Mühlradfundament, Sandstein, 1664                                 | D-6-72-117-122 Wikidata | weitere Bilder |
| Rhönstraße (Standort)            | Wegkreuz                   | Kruzifix auf gebauchtem Postament mit Inschriftenkartusche, Sandstein, bezeichnet „1783“ | D-6-72-117-124 Wikidata | weitere Bilder |
| Rhönstraße (Standort)            | Kreuzdachbildstock         | Kreuzdachhaus mit Bildnische, darin Blechmalerei, IHS Monogramm und Inschrift, auf Rundsäule über Postament, Sandstein, bezeichnet „1652“                                                                            | D-6-72-117-124 Wikidata | weitere Bilder |
| Rhönstraße 33 (Standort)         | Bildstock                  | Rundbogiger Tafelaufsatz mit Bildnische, darin Blechbild mit Schmerzhafter Muttergottes, auf kurzem, erneuertem Vierkantschaft mit ionisierendem Kapitell aus Gussstein über Postament, Sandstein, bezeichnet „1698“ | D-6-72-117-123 Wikidata | BW             |

### Zahlbach
| Lage                                 | Objekt                                       | Beschreibung | Akten-Nr.               | Bild           |
| ------------------------------------ | -------------------------------------------- | --- | ----------------------- | -------------- |
| Birkenhecke, Döllengraben (Standort) | Bildstockgruppe, sogenannte Fünfwundengruppe | Bildsteine, Tafelträger mit eingezogenem Rundbogen und Kreuzaufsatz, mit Bildtafel als Kreisornament, darin Darstellung je einer Wunde Christi, auf Sockel mit Inschrift, Sandstein und Gussstein, bezeichnet 1896 | D-6-72-117-133 Wikidata | weitere Bilder |
| Forstmeisterstraße 54 a (Standort)   | Wegkreuz                                     | Kruzifix auf Postament mit Inschriftenkartusche, Kreuzschaft seitlich mit Pflanzenmotiven, Sandstein, bezeichnet „1836“                                                                                            | D-6-72-117-129 Wikidata | weitere Bilder |
| Hägholz (Standort)                   | Sogenannte Kreuzkapelle                      | Kleiner, verputzter Satteldachbau aus Bruchsteinmauerwerk, am Türsturz bezeichnet „1735“ | D-6-72-117-132 Wikidata | weitere Bilder |
| Hägholz (Standort)                   | Kreuzweg                                     | 14 Kreuzwegstationen, Reliefbildtafeln mit Segmentbogenabschluss auf prismatischem Inschriftensockel über gemauertem Burchsteinpostament, klassizistisch, Sandstein, von Georg Metz, bezeichnet „1826“             | D-6-72-117-132 Wikidata | weitere Bilder |
| Nähe Forstmeisterstraße (Standort)   | Kreuzdachbildstock                           | Kreuzdachhaus mit Bildnische mit modernem Madonnenrelief, Leierornament, Lilienornament und Rückseiteninschrift, auf Rundsäule über ornamentiertem Postament, Sandstein, bezeichnet „1673“                         | D-6-72-117-130 Wikidata | weitere Bilder |

### Keinem Gemeindeteil zugeordnet
| Lage                | Objekt    | Beschreibung                                                                                        | Akten-Nr.               | Bild |
| ------------------- | --------- | --------------------------------------------------------------------------------------------------- | ----------------------- | ---- |
| Steinruh (Standort) | Jagdhütte | zweigeschossiger Walmdachbau, Erdgeschoss verputzt, Obergeschoss verbrettert, bezeichnet mit „1840“ | D-6-72-117-138 Wikidata | BW   |

## Ehemalige Baudenkmäler
In diesem Abschnitt sind Objekte aufgeführt, die früher einmal in der Denkmalliste eingetragen waren, jetzt aber nicht mehr. Objekte, die in anderem Zusammenhang – also z. B. als Teil eines Baudenkmals – weiter eingetragen sind, sollen hier nicht aufgeführt werden. Aktennummern in diesem Abschnitt sind ehemalige, jetzt nicht mehr gültige Aktennummern.

| Lage                                                                              | Objekt            | Beschreibung                                              | Akten-Nr.               | Bild |
| --------------------------------------------------------------------------------- | ----------------- | --------------------------------------------------------- | ----------------------- | ---- |
| Burkardroth An der Höll 5 (Standort)                                              | Bildstock         | Sandstein, 1874                                           | D-6-72-117-5 Wikidata   | BW   |
| Lauter Madonnastraße (Standort)                                                   | Friedhofskreuz    | 1900                                                      | D-6-72-117-38 Wikidata  | BW   |
| Lauter Neugereuth ()                                                              | Bildstock         | Sandstein, zweite Hälfte 19. Jahrhundert                  | D-6-72-117-42 Wikidata  |      |
| Premich Ringweg 28 (Standort)                                                     | Kellerpforte      | 1623                                                      | D-6-72-117-56 Wikidata  | BW   |
| Premich Wiesenweg 12 (Standort)                                                   | Hausfigur         | 18./19. Jahrhundert                                       | D-6-72-117-57 Wikidata  | BW   |
| Stralsbach Zur Bergkirche 12 (Standort)                                           | Schulhaus         | Dreigeschossiger Walmdachbau mit Hausteingliederung, 1875 | D-6-72-117-139 Wikidata | BW   |
| Stangenroth Höhenstraße (Standort)                                                | Bildstock         | 1665                                                      | D-6-72-117-71 Wikidata  | BW   |
| Stangenroth Poststraße 4 (Standort)                                               | Bildstock         | 1690                                                      | D-6-72-117-79 Wikidata  | BW   |
| Stralsbach Rotheräcker; neben dem Steinkreuz von 1902, an der Straße zur B 286 () | Bildstockfragment | 1716                                                      | D-6-72-117-105 Wikidata |      |
| Waldfenster Bundesstraße 286 (Standort)                                           | Bildstock         | Sandstein, 1897                                           | D-6-72-117-118 Wikidata | BW   |